# Андрейс
Андрѐйс (на италиански и на фриулски: Andreis) е село и община в Северна Италия, провинция Порденоне, автономен регион Фриули-Венеция Джулия. Разположено е на 455 m надморска височина. Населението на общината е 282 души (към 2011 г.).